# Seznam představitelů Ostravy
Toto je seznam představitelů města Ostravy.

## Starostové Moravské Ostravy
- 1861–1864: Hermann Zwierzina
- 1864–1873: Alois Anderka
- 1873–1880: Konstantin Grünwald
- 1880–1888: Anton Lux
- 1888–1901: Adalbert Johanny
- 1901–1918: Gustav Fiedler
- 1918–1918: Johann Ulrich
- 1918–1935: Jan Prokeš, správní komisař, vládní komisař
- 1935–1939: Josef Chalupník
- 1939–1940: Josef Hinner
- 1940–1945: Emil Beier, vládní komisař

## Předsedové národních výborů
- 1945–1945: Josef Lampa, předseda PrNV
- 1945–1960: Josef Kotas, předseda MNV, ÚNV, JNV, MěNV
- 1960–1964: Jan Buchvaldek, předseda MěNV
- 1964–1968: Josef Kempný, předseda MěNV
- 1968–1971: Zdeněk Kupka, předseda MěNV, primátor (předseda NVMO)
- 1971–1986: Eduard Foltýn, primátor (předseda NVMO)
- 1986–1989: Bedřich Lipina, primátor (předseda NVMO)
- 1989–1990: Lubomír Vejr, primátor (předseda NVMO)

Použité zkratky
- PrNV: Prozatímní národní výbor
- MNV: Místní národní výbor
- ÚNV: Ústřední národní výbor
- JNV: Jednotný národní výbor
- MěNV: Městský národní výbor
- NVMO: Národní výbor města Ostravy

## Primátoři
- 1990–1993: Jiří Smejkal
- 1993–2001: Evžen Tošenovský
- 2001–2002: Čestmír Vlček
- 2002–2006: Aleš Zedník
- 2006–2014: Petr Kajnar
- 2014–2023: Tomáš Macura
- od 2023: Jan Dohnal